# Ischomaque
Ischomaque (en grec ancien Ἰσχόμαχος) était un riche propriétaire athénien du Ve siècle av. J.-C., personnage principal de la seconde partie de l'Économique de Xénophon.

## Ischomaque, modèle dukalos kagathos
En grec ancien : καλὸς κἀγαθός

## Sur sa richesse
Sa fortune, d’après Lysias, avoisinait les 70 talents de son vivant, mais moins de 20 à sa mort, à cause de parasites et flatteurs.

## De sa place dans l'Économique
Xénophon consacre tout un dialogue entre Ischomaque et Socrate dans son Économique, autour de l’administration d’un domaine agricole. Il semble être un exploitant agricole réputé, prodiguant ses conseils, discutant de gestion des affaires.
L’Économique s’organise autour du dialogue entre Socrate et Critobule autour de la gestion d'un domaine agricole. Socrate qui se dit ignorant du sujet rapporte à Critobule ce que lui en a expliqué Ischomaque, propriétaire terrien athénien à Phalère, à proximité du Pirée sur les techniques agricoles.

## Débats sur son existence
L'Économique a été écrite en deux temps, vers 380 av. J.-C puis vers 362 av. J.-C rapportant un dialogue qui se serait tenu vers 401 av. J.-C. Rien ne prouve qu'Ischomaque ait existé et qu'il ne soit pas un personnage de fiction sur lequel Xénophon a projeté son idéal du moi.
Selon Plutarque qui rapporte un fragment d’Eschine de Sphettos, c’est Ischomaque qui aurait convaincu Aristippe de devenir lui aussi disciple de Socrate.
L’historienne Claude Mossé différencie cet Ischomaque de celui que présente Andocide dans son discours Sur les mystères, gendre de Callias : selon Claude Mossé, il y aurait plusieurs homonymes contemporains des textes de Platon et Xénophon cités dans l’entourage de Socrate à plusieurs reprises.